# علاة الصراب (يافع)

تعديل مصدري - تعديل

علاة الصراب هي إحدى قرى عزلة لبعوس بمديرية يافع التابعة لمحافظة لحج، بلغ تعداد سكانها 56 نسمة حسب تعداد اليمن لعام 2004.